# شهری چون بهشت
شهری چون بهشت مجموعه‌ای از ده داستانِ کوتاه است از سیمین دانشور. این کتاب نخستین بار در سال ۱۳۴۰ منتشر شد.